# Charles Richet (fils)
Pour les articles homonymes, voir Richet.
Charles Richet, né à Paris (6e) le 11 décembre 1882 et mort dans la même ville (7e) le 17 juillet 1966, est un médecin français, professeur à la Faculté de médecine de Paris, spécialiste en nutrition. Il est colonel honoraire du Service de santé des armées (déporté-résistant).

## Biographie
Charles Richet est le petit-fils d'Alfred Richet, le fils de Charles Richet et le père de Gabriel Richet. Il avait épousé Marthe Julie Trelat (1885-1978).
Résistant, il est déporté au camp de Buchenwald en janvier 1944. Quelques années après son retour des camps, il publie un ouvrage fouillé sur les pathologies spécifiques dont souffrent les rescapés.

## Distinctions
- Grand-croix de la Légion d'honneur en 1959[6].
- Croix de commandeur de l'ordre du Mérite (Allemagne)

## Œuvres et publications
- Etude clinique et expérimentale des entérites. Les entérites par élimination microbienne ou toxique, (Paris), 1912, In-8°.
- Les Hormones homo-organiques, [Extrait de "la Presse médicale", n° 31, du 17 avril 1926], Masson (Paris), 1926, In-8° , 12 p.
- Cinq leçons sur les actualités physiologiques. Besoins en matières protéiques. Alimentation des enfants. Sécrétion interne du pancréas. Inhibition. Physiologie des altitudes, J.-B. Baillière et fils (Paris), 1928, In-16, 120 p., fig.
- Leçon inaugurale, chaire des problèmes alimentaires, [Extrait de "Paris médical", 4 mai 1946], impr. de Crété (Corbeil), 1946, In-16, 24 p.
- Pathologie de la misère, Société de diffusion médicale et scientifique (Paris), 1957. In-8° (24 cm), 125 p.

En collaboration
- Avec Dr Antonin Mans, Pathologie de la déportation, Plon (Paris), 1956, 1 vol., 288 p.

## Archives
- Inventaire du fonds d'archives de Charles Richet conservé à La contemporaine.